# Danza neoclassica
La danza neoclassica è uno stile della danza classica, o danza accademica, che nasce alle soglie del Novecento negli Stati Uniti d'America, anche grazie al coreografo americano di origine russa George Balanchine. Nello stesso periodo, in Francia, svolge un'autonoma ricerca dello stesso genere Serge Lifar, un altro esule russo che come Balanchine, aveva lavorato con Sergej Djagilev nei Ballets Russes.
Balanchine trovò il luogo adatto per il suo stile neoclassico negli Stati Uniti, quando Lincoln Kirstein lo portò a New York nel 1933 per fondare una compagnia di balletto. Com'è noto decise di fondare una scuola, dove poté formare ballerini nello stile che voleva e così fu fondata la School of American Ballet nel 1934. Molti dei suoi più famosi balletti neoclassici furono coreografati negli Stati Uniti, nella sua scuola e alla fine nella sua compagnia, il New York City Ballet, che fondò nel 1948 e che esiste ancora oggi. Famosi balletti neoclassici come Concerto Barocco, (1941), Four Temperaments, (1946), Agon, (1957) e Episodes, (1959) sono stati tutti coreografati a New York.
La danza neoclassica è una forma che si sviluppa in modo autonomo rispetto sia alla Danza libera di Isadora Duncan e di Ruth Saint-Denis, sia alla Danza moderna o Modern Dance avviata sempre negli Stati Uniti d'America da Martha Graham, Doris Humphrey e Charles Weidman.
Al contrario delle nuove forme di danza, si avvale del tradizionale bagaglio tecnico del linguaggio coreografico accademico (prese, posizioni rigidamente definite, bilanciamento, movimenti geometrici etc.), ma le utilizza tentando una maggiore libertà di scrittura e introducendo nuovi passi e nuove figure, facendo uso, oltre alle posizioni en dehors, di quelle parallele (naturali), propugnando una maggiore libertà di movimento della parte alta del corpo e in particolare delle braccia, e facendo spesso lavorare il danzatore fuori asse (con l'utilizzo del décalé).
Fra l'altro la danza neoclassica continua ad avvalersi delle scarpe da punta, ovvero di scarpe particolari con la punta rinforzata specifiche della danza classica, del tutto abolite nelle nuove forme di danza novecentesche, e trova loro una funzione espressiva nuova e variegata, non più collegata all'idea di elevazione e di immaterialità propria della danza romantica.

## Coreografi e opere importanti
Sebbene gran parte del lavoro di Balanchine simboleggi questo genere, anche alcuni coreografi come gli inglesi Frederick Ashton e Kenneth MacMillan furono grandi coreografi neoclassici.
- George Balanchine
  - Apollon musagète (1928)
  - Il figliol prodigo (1929)
  - Serenade (1934)
  - Concerto Barocco (1941)
  - Symphony in C (1947)
  - Orpheus (1947)
  - Agon (1957)
  - Jewels (1967)
- Serge Lifar
  - Les Créatures de Prométhée (1929)
  - Le Spectre de la rose (personal version) (1931)
  - L'Après-midi d'un faune (personal version) (1935)
  - Icare (1935)
  - Istar (1941)
  - Suite en Blanc (1943)
- Frederick Ashton
  - Symphonic Variations (1946)
  - Cinderella (1948)
  - Sylvia (1952)
  - Romeo e Giulietta (1956)
  - Ondine (1958)
  - La fille mal gardée (1960)
  - The Dream (1964)
- Roland Petit
  - Le jeune homme et la mort (1946)
  - Carmen (1949)
  - Notre-Dame de Paris (1965)
  - Proust, ou Les intermittences du coeur (1974)
  - Clavigo (1999)
- Kenneth MacMillan
  - Romeo and Juliet (1965)
  - Anastasia (1967)
  - L'histoire de Manon (1974)
- Jerome Robbins
  - Dances at a Gathering (1969)
- John Cranko
  - Onegin (1965)
  - The Taming of the Shrew (1969)